# 庆封
庆封（？—前538年），字子家，中国春秋时期齐国政治人物。齐桓公曾孙，庆克之子。

## 生平
崔杼杀死齐庄公，立齐景公。崔杼、庆封被任命为右相、左相。前546年，庆封灭了崔氏，在齐国执政。前545年，鲍氏、高氏、栾氏攻灭庆氏，庆封逃到吴国，住在朱方。后来楚灵王攻打吴国，擒获庆封，将他杀死。庆封临死讽刺了楚灵王。